# Jason Rubin
Jason Rubin (nacido en 1970) es un director de videojuegos norteamericano, creador de historietas, y fundador de una compañía por Internet. Es mayormente reconocido por la serie de videojuegos Crash Bandicoot, producido por el estudio Naughty Dog, del cual es cofundador junto con su socio y amigo de la infancia Andy Gavin. También fue presidente de THQ antes de que cerrara por bancarrota el 23 de enero de 2013.

## Carrera
En 1983, Rubin conoció en la escuela a Andy Gavin. Ambos a la edad de 15, fundaron Naughty Dog en 1986. En ese mismo año, publicaron el primer videojuego de bajo presupuesto en el que ambos trabajaron, “Ski Crazed”. En 1989, Rubin y Gavin lograron vender un videojuego de rol a Electronic Arts llamado Keef the Thief.
Mientras Gavin aún se encontraba estudiando en Haverford College y Rubin asistía a la Universidad de Míchigan, consiguieron lanzar otro título RPG: Rings of Power. En un inicio el juego sería lanzado para PC, pero tras una serie de negociaciones en EA, Gavin las consolas de desarrollador para Sega Genesis, y tras hacer algunos ajustes al juego, lo envió a Trip Hawkins, convirtiéndose así en el primer juego para consola que lanzó Naughty Dog. Rings of Power es hoy en día considerado un juego de culto.
Hawkins logró persuadir a Rubin y Gavin para que se arriesgaran a diseñar el videojuego Way of the Warrior, el cual estaba inspirado en Mortal Kombat, para la consola 3DO.  Hicieron una demostración del videojuego en la expo CES el cual atrajo la atención de Skip Paul quien trabajaba para Atari y después estuviera a cargo de Universal Interactive Studios. Rubin y Gavin firmaron un contrato con Skip para desarrollar tres títulos para Universal, teniendo que mudarse para trabajar en Universal Studios y donde conocieron a Mark Cerny, quien trabajó en el diseño para el siguiente título del dúo, el cual estaba inspirado en la saga de plataformas 3D "Donkey Kong Country" al que llamaron Crash Bandicoot.
Crash Bandicoot resultó ser un gran éxito, de modo que Sony comenzó a utilizar al personaje principal del juego como mascota no oficial de la marca PlayStation durante varios años; esto gracias a que el desarrollador había conseguido unos gráficos impresionantes en la plataforma PlayStation, siendo utilizado como estándar de calidad por otros estudios. La serie de Crash tuvo tres secuelas, las cuales vendieron más de 20 millones de unidades. La serie continuó su desarrollo con otro grupo de desarrolladores, y han vendido cerca de 40 millones de unidades en todo el mundo.
Luego del éxito que significó la serie Crash Bandicoot, Rubin y Gavin comenzaron a trabajar en el videojuego Jak and Daxter, una nueva franquicia que vendió poco más de 3 millones de unidades. Justo antes del lanzamiento de Jak and Daxter, Sony compró el estudio, pasando a ser una subsidiaria de Sony Computer Entertainment America desde 2001. Como resultado el videojuego Jak and Daxter: The Precursor Legacy fue un título exclusivo para la consola PlayStation 2.
En sus 18 años Naughty Dog creó un total de 14 juegos entre los que se encuentran Math Jam (1985), Ski Crazed (1986), Dream Zone (1987), Keef the Thief (1989), Rings of Power (1991), Way of the Warrior (1994), Crash Bandicoot (1996), Crash Bandicoot 2: Cortex Strikes Back (1997), Crash Bandicoot: Warped (1998), Crash Team Racing (1999), Jak and Daxter: The Precursor Legacy (2001), Jak II (2003), Jak 3 (2004) and Jak X: Combat Racing (2005). En conjunto todos estos títulos vendieron más de 35 millones de unidades y generaron más de un billón de dólares.
Luego de un controvertido discurso durante la expo D.I.C.E. Summit 2004, en el que criticaba a los publishers por no reconocer ni promover a los talentos responsables en cada juego, Rubin anuncia su salida de Naughty Dog.
El 29 de mayo de 2012, Rubin se unió a la empresa THQ como Presidente, siendo responsable por el desarrollo de todos los productos de THQ a nivel mundial, de la mercadotecnia de sus productos, y la publicación de los videojuegos. Cuando Rubin entró a THQ la compañía acababa de despedir a 200 empleados y las acciones habían perdido el 99% de su valor máximo.
Game Industry International opinó que, "colocar a Jason Rubin al mando de la compañía fue sin lugar a duda una buena jugada, el fundador de Naughty Dog tenía un historial envidiable y una gran reputación dentro de la industria, y cuando Rubin tomo el cargo de THQ las acciones ya se habían desplomado y los despidos ya estaban en marcha. La empresa se encontraba ya herida de gravedad; por lo que el fracaso de Rubin por salvar la empresa no reflejan de ninguna forma su habilidad y talento."
Con el fin de salvar un poco a la empresa, Rubin declaró oficialmente a THQ en bancarrota, con base al Capítulo 11 con la intención de vender sus activos al mejor postor.
Al poco tiempo THQ anunció su compra por parte de Clear Lake Capital por unos $60 millones de dólares, y quien manejó la operación de venta fue un viejo compañero de Jason Rubin quien trabajaba para Centerview Partners. Skip Paul,
Varios acreedores de la empresa consideraron que la venta benefició principalmente a los directores que en ese entonces se encontraban a cargo de THQ, entre ellos Rubin. La objeción a la compra por parte de los acreedores y otros documentos pusieron en graves aprietos a los directivos de THQ. La juez Walwrath terminó con el caso, al catalogarlo oficialmente de una "conspiración" dentro de la empresa  Además, los mismos acreedores quienes hicieron las primeras acusaciones finalmente excluyeron de cualquier hacho delictivo en el plan de liquidación oficial de la compañía, entre ellos Rubin.
Las declaraciones de Rubin en ese momento fueron señalaron que su administración siempre estuvo abierta a, y activamente buscando, un mejor comprador, al tiempo que intentaron mantener la empresa a flote, buscando el beneficio tanto de THQ como de los acreedores: 

El proceso del Capítulo 11 permitía a otros compradores realizar ofertas a THQ. Así que no importa si estamos muy entusiasmados por la oportunidad de venta, no podremos dar por hecho que el trato esta hecho al menos por un mes aproximadamente. Como sea, varios equipos y productos acabarán en buenas manos. Lo que significa que aún podrán pre-ordenar Metro: Last Light, Company of Heroes 2, y South Park: The Stick of Truth. Nuestros equipos continúan trabajando en estos títulos mientras lees esto, y los demás títulos que se rumoraban, como el cuarto Saints Row, la secuela de Homefront, y otros más siguen en pie.
Jason Rubin, THQ Press Release

Finalmente la juez Mary F Walrath decidió subastar los activos individuales, prevaleciendo varias ofertas para comprar por separado a THQ.  Aunque muchos empreados pidieron su trabajo durante la bancarrota, los equipos de desarrollo de Relic (comprado por Sega), Volition (comprado por Koch Media), y THQ Montreal (comprado por Ubisoft) permanecieron intactos, así como gran parte de Vigil que pasó a ser Crytek USA, así como todos los productos de THQ que sobrevivieron a la bancarrota han sido lanzados o están por lanzarse al mercado.
En diciembre de 2012, THQ se alió con The Humble Bundle Team de Wolfire Games para lanzar el Humble THQ Bundle, el cual era una colección de varios títulos de la empresa, logrando ventas por 5 millones de dólares, los cuales fueron destinados en gran parte a la caridad. Rubin donó más de $10,000 dólares a la caridad como parte de esta alianza.
Durante el E3 2014 se anunció que Jason se uniría a la empresa Oculus VR. al frente de los eventos de Oculus en Seattle, San Francisco, Menlo Park, Dallas y Irvine.

## Otros proyectos
Rubin es también creador de dos series de cómic. The Iron Saint, inicialmente conocido como Iron and the Maiden, fue publicado por Aspen Comics, e incluye los diseños de artistas como Joe Madureira, Jeff Matsuda, Francis Manapul y Joel Gómez. "Mysterious Ways" fue publicada por TopCow Comics e incluye el trabajo de Tyler Kirkham.
Rubin también es cofundador de una emrpesa de Internet llamada Flektor junto con Andy Gavin y el exejecutivo de HBO Jason Kay. En mayo de 2007, la compañía fue comprada por Fox Interactive Media, una división de News Corp. Fox describió a la empresa como: "un sitio Web que última generación que provee a los usuarios con las herramientas para transformar sus fotos y vídeos en presentaciones dinámicas, tarjetas postales y presentaciones interactivas. En octubre de 2007, Flektor se unió con Myspace y MTV para proveer a la audiencia de retroaliementación mediante encuestas durante el evento "MySpace / MTV Presidential Dialogues" con el entonces candidato a la presidencia, el Senador Barack Obama.

## Videojuegos
| Título del juego                       | Lanzamiento | Plataforma                                         | Rol                                      |
| -------------------------------------- | ----------- | -------------------------------------------------- | ---------------------------------------- |
| Math Jam                               | 1985        | Apple II                                           | Jefe de programación                     |
| Ski Crazed                             | 1986        | Apple II                                           | Jefe de programación                     |
| Dream Zone                             | 1987        | Commodore Amiga, Apple II                          | Jefe de artistas                         |
| Keef the Thief                         | 1989        | Commodore Amiga, Apple II, Sega Mega Drive/Genesis | Director                                 |
| Rings of Power                         | 1991        | Sega Genesis                                       | Director, Diseñador del juego            |
| Way of the Warrior                     | 1994        | 3DO                                                | Productor, Director, Diseñador del juego |
| Crash Bandicoot                        | 1996        | PlayStation                                        | Director                                 |
| Crash Bandicoot 2: Cortex Strikes Back | 1997        | PlayStation                                        | Director                                 |
| Crash Bandicoot 3: Warped              | 1998        | PlayStation                                        | Director                                 |
| Crash Team Racing                      | 1999        | PlayStation                                        | Director                                 |
| Jak and Daxter: The Precursor Legacy   | 2001        | PlayStation 2                                      | Director                                 |
| Jak II                                 | 2003        | PlayStation 2                                      | Director                                 |
| Jak 3                                  | 2004        | PlayStation 2                                      | Director                                 |
| Jak X: Combat Racing                   | 2005        | PlayStation 2                                      | Agradecimiento especial                  |
| Daxter                                 | 2006        | PlayStation Portable                               | Agradecimiento especial                  |
| Uncharted: Drake's Fortune             | 2007        | PlayStation 3                                      | Agradecimiento especial                  |
| Saints Row IV                          | 2013        | PlayStation 3                                      | Agradecimiento especial                  |